# Discovery Networks Sweden
Discovery Networks Sweden är ett mediehus med TV-verksamhet i Sverige. TV-utsändningen sker från Storbritannien, där företaget SBS Discovery Media Ltd har sitt säte. Den nordiska verksamheten köptes i april 2013 av Discovery, Inc..

## Historik
Discovery Networks Sweden hette tidigare SBS Discovery Media. Företaget bytte namn till Discovery Networks Sweden i juni 2015. 
SBS Discovery Media startades den 9 april 2013 i samband med att Discovery Communications köpte ProSiebenSat.1 Medias nordiska verksamhet. Verksamheten bildades genom en sammanslagning av SBS Nordic och Discoverys nordiska verksamhet.
- De svenska TV-kanaler som kom från SBS Nordic var: Kanal 5, Kanal 5 HD, Kanal 9.
- De svenska TV-kanaler som kom från Discovery var: Animal Planet, Animal Planet HD, Discovery Channel, Discovery HD Showcase, Discovery Science, Discovery World, Investigation Discovery, TLC.
- De svenska radiokanaler som kom från SBS Nordic var: Mix Megapol, NRJ, Radio 107,5, Rockklassiker, The Voice, Vinyl 107,1.

Bolaget Discovery Networks Sweden AB (organisationsnummer 556431-2469) är samma bolag som  före köpet låg bakom Kanal 5:s verksamhet i Sverige. Det hette tidigare Startskottet 34582 AB (fram till 1994), Broadcast Sverige Femman AB (1994–1996) och Kanal 5 AB (från 1996).
Den 1 juni 2013 övertogs den svenska TV-kanalen TV11 från TV4-gruppen.
Den 1 oktober 2013 ändrades namn på TV-kanalen TV11 till Kanal 11, i likhet med systerkanalerna Kanal 5 och Kanal 9, och fick unga tjejer som huvudsaklig målgrupp.
Den 4 september 2014 introducerades Kanal 9 HD. Kanalen sänder samma program som Kanal 9 i HD-kvalitet.
Den 28 april 2015 såldes radioverksamheten till Bauer Media. 
Det svenska huvudkontoret huserade inledningsvis i de lokaler på Rådmansgatan 42 i Stockholm som Kanal 5 använt sedan år 2000. I december 2018 flyttade man till Tegeluddsvägen 80 i Värtahamnen.

### Konflikter med distributörer
Under 2010-talet har företaget haft flera stora konflikter med TV-distributörer, som i vissa fall har lett till att populära kanaler har försvunnit ur utbudet för 100 000-tals tittare. Vad som är anledningen till de återkommande problemen är okänt för allmänheten, men stora aktörer som Telia, Com Hem, Telenor, Canal Digital och Boxer har samtliga haft allvarliga förhandlingsproblem med SBS/Discovery.

## TV-kanaler i Sverige
- Kanal 5
- Kanal 9
- Kanal 11
- Animal Planet
- Discovery Channel
- Discovery HD Showcase
- Discovery Science
- Discovery World
- Investigation Discovery
- TLC
- Eurosport[11]
- Eurosport 2[11]

## Ledare

### Verkställande direktörer
Listan inkluderar även tidigare vd:ar för Kanal 5 och SBS Sverige innan Discoverys svenska kanaler inkluderades i verksamheten.
- Hans von Schreeb, 1990[12]–1995
- Lena Åhman, 1995[13][14]
- Patrick Svensk, 1995–1999
- Manfred Aronsson, 1999–2006
- Jonas Sjögren, 2006[15]–2016
- Harald Strømme, 2016[16]–2017 (tf.)
- Henriette Zeuchner, 2017[17]–2019
- Nicklas Norrby, 2019[18]–2020

Hösten 2020 meddelades det att Discoverys verksamhet i de nordiska länderna skulle samordnas och att den svenska ledningen skulle avskaffas. Norrby blev i samband med detta samlad vd för den nordiska verksamheten.

### Programdirektörer
- Mats Örbrink, 1995–1998
- Patrick Svensk, 1998–1999 (tf.)
- Anders Knave, 1999–2001
- Johan Westman, 2001–2007
- Lars Beckung, 2007–2012

Efter att Beckung slutat togs hans uppgifter över av Calle Jansson som fick den nya titeln kanaldirektör. Jansson lämnade detta uppdrag 2017.